# Филлипс, Эдвин Перси
Э́двин Пе́рси Фи́ллипс (англ. Edwin Percy Phillips; 1884—1967) — южноафриканский ботаник.

## Биография
Эдвин Перси Филлипс родился 18 февраля 1884 года в Кейптауне в семье Ральфа Эдвардса Филлипса и Эдит Минни Кроудер. Учился в Южноафриканском колледже (ныне — Кейптаунский университет), под руководством профессора Генри Пирсон в 1903 году получил степень бакалавра, в 1908 — магистра.
В 1910 году Филлипс отправился в Королевские ботанические сады Кью, где вместе с Джоном Хатчинсоном занимался обработкой семейства Протейные для книги-монографии Flora Capensis.
В 1915 году Кейптаунский университет присвоил Филлипсу степень доктора наук. Докторская диссертация Филлипса была посвящена флоре плато Лерибе на севере Лесото. В 1917 году эта работа была выпущена отдельной книгой. С 1918 года Филлипс работал в Национальном гербарии ботанического отделения Университета Претории. С 1939 по 1944 он был главой ботанического отделения, после чего ушёл в отставку.
В 1926 году Филлипс выпустил первое издание книги The genera of South African flowering plants, ставшей одной из базовых для южноафриканской ботаники. Существенно расширенное второе издание вышло в 1951 году.
В 1935 году Филлипс был удостоен Южноафриканской медали Ассоциацией по продвижению науки. С 1944 года Филлипс был президентом Южноафриканского биологического общества, он также был награждён Медалью Капитана Скотта. Эдвин Перси Филлипс был членом Лондонского Линнеевского общества и Королевского общества Южной Африки.
Эдвин Перси Филлипс скончался в Кейптауне 12 апреля 1967 года.

## Некоторые научные работы
- Phillips, E.P. A contribution to the flora of the Leribe Plateau (англ.). — 1917. — 379 p.
- Phillips, E.P. The genera of South African flowering plants (англ.). — 1926. — 702 p.
- Phillips, E.P. An introduction to the study of South African grasses (англ.). — 1931. — 224 p.
- Phillips, E.P. The weeds of South Africa (англ.). — 1938. — 229 p.

## Некоторые виды растений, названные в честь Э. П. Филлипса
- Agathosma phillipsii Dümmer, 1920
- Chenopodium phillipsianum Aellen, 1928
- Cliffortia phillipsii Weim., 1933
- Cyphia phillipsii E.Wimm., 1968
- Erica phillipsii L.Bolus, 1929
- Metalasia phillipsii L.Bolus, 1927
- Salsola phillipsii Botsch., 1973